# Jüdische Gemeinde Gérardmer
Eine Jüdische Gemeinde in Gérardmer, einer französischen Gemeinde im Département Vosges in Lothringen, bestand seit den 1840er Jahren, als der Ort sich von einem Dorf zur Kleinstadt entwickelte.

## Geschichte
Die ersten jüdischen Bewohner kamen aus dem Elsass, um in Gérardmer und Umgebung Handel zu treiben. Um 1850 waren ca. 20 jüdische Bewohner ansässig und in der Folgezeit stieg ihre Anzahl kontinuierlich. So entstand eine jüdische Gemeinde, die einen Raum als Betsaal mietete und 1864 Isaac Bloch (* 1833 in Rosheim; † 1893 in Gérardmer) als ministre-officiant anstellte. Dieser Betsaal wurde 1890 von Alfred Paris, einem Textilfabrikanten und Mitglied der Gemeinde, gekauft und der jüdischen Gemeinde zur Verfügung gestellt. Bis zur deutschen Besatzung 1940 während des Zweiten Weltkriegs wurde dort der Gottesdienst abgehalten. Bereits Anfang der 1930er Jahre war es schwierig, die notwendige Zahl religionsmündiger Männer (Minjan) zu erreichen. Die wenigen jüdischen Bewohner des Ortes waren integriert und auch am politischen Leben beteiligt. Der Händler Léon Weil war von 1919 bis 1935 Gemeinderat und Fernand Bloch, Käsegroßhändler, war in den 1930er Jahren  stellvertretender Vorsitzender des Einzelhandelsverbandes.
Die Juden von Gérardmer lebten wie in anderen Orten der Vogesen auch vor allem vom Viehhandel, als Metzger oder vom Handel mit Käse und Textilien. So besaß die Familie Weil ein großes Geschäft gegenüber der Kirche. Nathan Lévy errichtete Anfang des 20. Jahrhunderts eine Weberei, die der wichtigste Arbeitgeber im Ort wurde: 1906 mit 96, 1921 mit 159 und 1936 mit 216 Beschäftigten.

## Nationalsozialistische Verfolgung
Gérardmer wurde am 22. Juni 1940 von deutschen Truppen besetzt. Im Ort befanden sich zu dieser Zeit viele Bewohner aus dem Elsass und Lothringen, die ab September 1939 von der französischen Regierung evakuiert worden waren, darunter auch Juden. Der Teil der jüdischen Gemeinde, der nicht rechtzeitig fliehen bzw. untertauchen konnte, wurde 1942 bis 1944 deportiert und ermordet. Die Verhafteten kamen zunächst in das Lager von Ecrouves (in der Nähe von Toul) und wurden über das Sammellager Drancy nach Auschwitz gebracht und dort getötet. Unter den Ermordeten waren auch der Textilfabrikant André Lévy mit seiner Familie. Die deutschen Truppen steckten beim Rückzug im November 1944 den Ort in Brand, so dass 85 % der Gebäude, auch der jüdische Betsaal, zerstört wurden.
Nur wenige jüdische Bewohner kamen nach dem Zweiten Weltkrieg nach Gérardmer zurück. Die Überlebenden der Familie Lévy bauten die Textilfabrik wieder auf und Jean Lévy, der nach der Ermordung seines Bruders André die Firma leitete, wurde von 1947 bis 1965 stellvertretender Bürgermeister der Gemeinde.

## Gemeindeentwicklung
| Jahr | Gemeindemitglieder |
| ---- | ------------------ |
| 1850 | 20 Personen        |
| 1864 | 48 Personen        |
| 1867 | 105 Personen       |
| 1876 | 137 Familien       |
| 1889 | 112 Personen       |
| 1899 | 106 Personen       |
| 1910 | 80 Personen        |
| 1940 | 40 Personen        |

## Friedhof
Im Jahr 1869 errichtete die jüdische Gemeinde einen eigenen jüdischen Friedhof neben dem kommunalen Friedhof.

## Chalet Cahen d’Anvers
Während des Zweiten Kaiserreiches (1852–1870) wurde Gérardmer touristisch erschlossen. Die Schönheit der Vogesen zog auch die jüdische Bankiersfamilie Cahen d’Anvers an, die in der Nähe des Sees ein Chalet bauen ließ und dort zahlreiche Gäste aus dem politischen und kulturellen Leben empfing. Unter ihnen der Schriftsteller Guy de Maupassant und der Präsident der französischen Republik Sadi Carnot (1837–1894).